# John Edgar Wideman
John Edgar Wideman, ameriški pisatelj, * 14. junij 1941, Washington, D.C., Združene države Amerike.
Je pisec romanov, kratkih zgodb in esejist. Njegovo pisanje je znano predvsem po eksperimentalnih tehnikah in novelah o izkušnjah afriških Američanov.

## Otroštvo in izobraževanje
Rodil se je kot najstarejši sin Edgarju in Bette Wideman. Njegove družinske korenine segajo daleč v obdobje suženjstva v Ameriki. Po očetovi strani so bili predniki iz Južne Karoline. Dedek se je priselil v obdobju migracije na začetku 20. stoletja. Mamina daljna prednica je bila sužnja v Marylandu. Ta se je skupaj s sinom njenega lastnika preselila v Pittsburgh v času ameriške državljanske vojne. John je odraščal je v pretežno beli četrti Shadyside, kjer je obiskoval srednjo šolo Peabody High School. Tekom šolanja so učitelji prepoznali njegovo nadarjenost, ki se je kazala tudi na športnem področju. V šoli je bil predsednik šolskega sveta in najboljši učenec generacije. Pozneje se je vpisal na Univerzo Pensilvanije, kjer je kot eden izmed prvih afriških Američanov prejemal štipendijo Benjamina Franklina za akademske odlike. Kljub temu se je v času študija počutil utesnjenega ga in je želel opustiti. Po premisleku je nadaljeval svoje izobraževanje in znova dokazal svoj potencial na akademskem in športnem področju. Leta 1963 je diplomiral iz angleščine. Še isto jesen se je preselil v Anglijo, kjer je začel študirati na univerzi Oxford, z namenom, da opravi diplomsko nalogo o britanskem leposlovju v 18. stoletju. Prav tako je nadaljeval z igranjem košarke in bil tudi kapetan moške košarkarske ekipe Oxforda.

## Pisateljska in učiteljska kariera

### Philadelphia in zgodnji romani
Leta 1966 je Wideman sprejel mesto profesorja na Univerzi Pensilvanije in naslednje leto je izdal njegov prvi roman z naslovom A glance away. Leta 1968 je začel poučevati o afriško-ameriški literaturi, še isto leto pa se mu je rodil prvi sin Daniel. Drugi sin se je rodil istega leta kot je izšel njegov drugi roman, Hurry home (1970). Od leta 1971 do 1973 je bil direktor univerzitetnega programa afroameriških študij. Zaradi želje se je bolj osredotočiti na svoje pisanje in družino, se je odločil pridružiti univerzi v Wyomingu.

### Wyoming, literarni uspeh
Z univerzo v Wyomingu je Wideman začel sodelovati leta 1975, ko se mu je rodila hčerka Jamila. Po dolgem premoru od pisanja je leta 1981 objavil kar dve knjigi: zbirko zgodb Dambalah in roman Hiding Place. Leta 1983 je tej zbirki dodal še roman Sent for you yesterday. Ker pa si vse tri knjige delijo glavne junake in dogajanje v njegovi nekdanji soseski Homewood, jih pogosto uvrščamo v trilogijo Homewood (Homewood trilogy). Ob izidu te trilogije je John E. Wideman prvič dosegel velik literarni uspeh, na kar je tudi nakazoval tudi zapis v New York Timesu, da je Wideman »eden najpomembnejših ameriških piscev leposlovja«. Za številne kritike in literarne strokovnjake predstavlja ta trilogija Widemanov umetniški preboj, nekateri pa jo imajo celo za njegov največji literarni dosežek. Leta 1984 je uspešni trilogiji Homewood sledila njegova najbolj priljubljena knjiga, Brothers and Keepers. V njej Wideman svoje prve spomine prepleta z zgodbo njegovega brata Roberta. Vsebinsko to delo raziskuje realnost ameriškega kazenskega pravosodnega sistema in življenja v zaporu, zlasti Afroameričanov.

### Massachusetts, ustvarjalno obdobje
Leta 1986 se je Wideman pridružil fakulteti Univerze Massachusetts v Amherstu. Nato je vstopil v do danes najbolj plodno obdobje njegove kariere. Naslednje leto pa je izdal roman Reuben, napisan pred zločinom njegovega sina Jacoba. 1987 je izdal roman Philadelphia Fire, ki je vzbudil kritike, prejel pa je tudi literarne nagrade. V tem delu obravnava temo policijskega bombnega napada na sedež črnske osvobodilne skupine MOVE v Filadelfiji, kar je povzročilo smrt petih otrok in izgubo dveh mestnih blokov. Knjigi Philadelphia Fire je leta 1992 sledila zbirka zgodb The Stories of John Edgar Wideman (kasneje ponovno izdana kot All Stories Are True) in še dva romana, The Cattle Killing (1996) in Two Cities (1998). Medtem, ko je Wideman v nekaterih od teh knjig (na primer v Philadelphia Fire in v Fatheralong) pisal o zgodbi svojega sina, o tem ni napisal spominov. V intervjujih je pogosto zavrnil pogovor o tej temi.
V tem obdobju je bil Wideman poznan kot »eden najuglednejših ameriških pisateljev«. Urejal je antologije, pripravljal uvode za knjige in se pojavljal v različnih medijih, vključno s televizijo, da bi komentiral družbena vprašanja, zlasti tista, ki zadevajo Afroameričane. Leta 2001 ga je Univerza v Massachusettsu imenovala za zaslužnega profesorja. 

## Brown in nedavna dela
Tri leta kasneje je bil Wideman imenovan za profesorja Asa Messerja in profesorja afriških študij in literarne umetnosti na univerzi Brown. Naslednje leto je izšla njegova zbirka zgodb God's Gym. Leta 2010 je izšla zbirka z naslovom Briefs, ki je bila navdih za gledališko priredbo, ki je bila premierno uprizorjena v Los Angelesu leta 2018. V začetku leta 2014 je Wideman po desetletju na univerzi Brown in skoraj 50 letih v akademskem svetu postal zaslužni profesor. Leta 2021 pa je objavil izbor njegove kratke proze, ki je nastajala več kot štiri desetletja, z naslovom You Made Me Love You: Selected Stories. Revija Publishers Weekly je zbirko razglasil za "osupljivo zbirko", ki potrjuje Widemanovo mesto v ameriški literaturi.

## Družina
Wideman se je leta 1965 poročil z Judith Ann Goldman, ki je bila po poklicu odvetnica, vendar se je njuna zveza leta 2000 končala. Skupaj sta imela tri otroke, dva sina in hčer. Prvi sin Daniel Wideman je pesnik, esejist, dramatik, pa tudi poslovni direktor. Njun drugi sin Jacob je bil obsojen umora, ki ga je zagrešil v mladostniških letih, in je bil obsojen na dosmrtni zapor. Tako kot mama je tudi hči Jamila odvetnica, poleg tega pa je tudi direktorica Nacionalne košarkarske zveze. Tako kot oče je tudi ona tudi igrala košarko, vendar na profesionalni ravni. Leta 2004 se je poročil s francosko novinarko Catherine Nedonchelle. Zdaj skupaj živita v Franciji ali na vzhodni strani Manhattna v New Yorku. Njegov edini brat Robert je bil leta 1975 zaradi sodelovanja pri umoru obtožen na dosmrtno ječo, vendar so ga leta 2019 izpustili.

## Stil pisanja, teme in vplivi

### Stil
Widemanovo pisanje je znano po svoji kompleksnosti, kritiki pa ga opisujejo kot racionalno in eksperimentalno. Znano je tudi po tem, da združuje tradicionalno angleško izgovarjavo z afriško-ameriško angleščino. Ponekod Wideman piše z delnimi stavki, drugje pa napiše en sam stavek, ki se razteza čez več strani. 

### Teme
Čeprav je Widemanovo delo tematsko raznoliko, se pojavljajo nekatere skupne teme. Predvsem je znan po svojem raziskovanju rase, ki se pojavlja v vseh njegovih knjigah. Njegovo leposlovje prikazuje afroameriške like, ki se spopadajo z izzivi in odtujenostjo življenja v pretežno beli družbi. Najpomembnejša tema pri njegovem pisanju je družina, ki pa je zanj sama po sebi sporna. Raziskuje načine, kako družina ščiti in vzgaja posameznika, hkrati pa je lahko tudi nekaj, pred čimer se moramo zaščititi, da bi našli samega sebe. Druga Widemanova pogosta tema je pripovedovanje zgodb. Posebej pomembna je ideja, da so vse zgodbe resnične, kar je Wideman uporabil v številnih delih, tudi kot naslov za eno od svojih zbirk. V njegovih delih je pripovedovanje zgodb pogosto osredotočeno na travmo, ki jo izraža, jo obvladuje ali pa ji podleže.

### Vplivi
V intervjujih Wideman običajno ni pojasnil svojih vzornikov ali drugih dejavnikov, ki so vplivali na njegovo delo. Kljub temu so znanstveniki in kritiki vseeno izpostavili na številne dejavnike, ki so, sodeč po Widemanovih delih in intervjujih, videti kot literarni ali intelektualni vplivi nanj.
John Edgar Wideman je bil v slovenščini omenjen samo v sporedu literarnih oddaj, ki so se odvajale na radiu Ars. Ta je govorila o njegovih spominih, pismih in potopisih, ki so se nanašali na njegovo delo Bratje in varuhi. Dve njegovi deli sta bili prav tako prevedeni:
- Zgodbe za TH (Blatnik A., Ljubljana, 2010)
- Nori človek (Flis l., Ljubljana, 2007)